# 吉本多香美
吉本多香美（日语：／ Yoshimoto Takami，1971年10月13日—），是日本的女演员，出身于埼玉县大宫市（崎玉市），日本独协大学外国语学部法语专业毕业。過去曾作為女演員活躍於電視、電影、戲劇表演和廣告外，還以草藥師的身份活躍。

## 經歷
作為演員黑部進的長女出生。1990年5月，大學一年級時和父親出現在安田信託銀行的報紙廣告（朝日新聞）上。在大學期間，她曾被選為東海旅客鐵道的“ X'mas Express・Xmas Express”廣告女主角，並開始參與智力競賽節目。並在母親的幫助下進入了娛樂圈。
由於父親黑部曾经出演昭和时代超人力霸王系列及第一部《超人力霸王》（1966年）很熟悉，當因此當吉本被選為《超人力霸王迪卡》中女主角柳瀨麗奈的飾演後，父女兩代皆與超人力霸王系列作品結緣，也蔚為話題。起初，當吉本被要求出演時，他並沒有被這個角色所吸引曾想要拒絕，但黑部對此感到高興。在2008年電影版《 大決戰!超人八兄弟》中，兩人正式以父女角色的身份在劇中演出。
於是，《超人力霸王迪卡》的參演，成為了她作為女演員實現飛躍的契機，從此活躍在多部影視劇中。雖然給人以知性美人的強烈印象，但在電影《水月》和《東京黑》中曾飾演妖嬈的角色。1999年，憑藉《皆月》獲得橫濱電影節最佳女配角賞。
在私人生活中，她於2001年與一位美國人結婚，但在大約四年後離婚。離婚並沒有對外宣布，但在2010年元旦，她與高中時約會的一位表演藝術家再婚，並於2010年3月15日生下長男。其後離開日本本土，自2016年到至今，她與家人一同移居在沖繩縣石垣島。

## 演出作品
註：粗體字為主演

### 电视剧
- 《クイズ日本人の質問》（1993年-2001年） - 節目主持人
- 超人力霸王系列
  - 《超人力霸王迪卡》（1996年） - 柳瀨麗奈/榊麗奈 
  - 《超人力霸王帝納》（1997年） -  圓麗奈
- 《あぐり》（1997年） - 岩崎千代子
- 《まかせてダーリン》（1998年）
- 《螺旋》（1999年） - 相原夏美
- 《リップスティック》（1999年） -南雲亜希子
- 《29歳の憂うつ パラダイスサーティー》（2000年）- 河瀬紘子
- 《白影》（2001年）- 宇佐美繭子
- 《ネバーランド》（2001年）- 安斎せり奈
- 女と愛とミステリー「監察医・篠宮葉月 死体は語る1」（2001年11月） - 志方唯
- 《お美也》（2002年） - 香蘭女（こうらんめ）
- 《相棒》 2nd Season 第20話（2003年） - 岡村留奈・留美　役
- 《剣客商売》 第5シリーズ 第4話「狐雨」（2004年） - 小枝 役
- 《御宿かわせみ》（2004年） - 麻生七重
- 《霊感バスガイド事件簿》第8話（2004年） - 山根久美子
- 《理想の生活》（2005年） - 牧野美帆
- 《太閤記〜天下を獲った男・秀吉》（2006年） - 濃姬
- 《刺客請負人 第2シリーズ》（2008年8月）

### 電影
- 《樹の上の草魚》（1997年）
- 超人力霸王系列
  - 《 超人力霸王帝納:光之星的戰士》（1998年） - 圓麗奈
  - 《超人力霸王迪卡：最終聖戰》（2000年）-  柳瀨麗奈
  - 《 大決戰!超人八兄弟》（2008年）-  早田麗奈／圓麗奈
  - 《超人力霸王X：來了！我們的超人力霸王》（2016年3月） - 玉城司[7]
- 《皆月》（1999年） - 由美
- 《果醬短片集》（2002年）
- 《伝説のやくざ ボンノ 烈火の章》（2002年）
- 《TOKYO NOIR》（2004年）
- 《またの日の知華》（2004年）

## 脚注
1. 1 2  . ヨミドクター(読売新聞).   [2021-11-03]. （原始内容存档于2022-05-10） （日语）.
2. ↑  . 現代ビジネス.   [2021-11-03]. （原始内容存档于2021-11-05） （日语）.
3. ↑  . ヨミドクター(読売新聞).   [2021-11-03]. （原始内容存档于2022-02-05） （日语）.
4. ↑  . スポニチ Sponichi Annex. 2010-03-17  [2017-01-17]. （原始内容存档于2022-05-08）.
5. ↑  . 吉本多香美オフィシャルブログ「吉本多香美のWasa Wasa Blog」. 2010-02-09  [2010-02-10]. （原始内容存档于2022-05-08）.
6. ↑  . ヨミドクター(読売新聞).   [2022-08-31]. （原始内容存档于2022-05-10） （日语）.
7. ↑  . 映画.com.   [2022-08-31]. （原始内容存档于2022-08-31） （日语）.